# Sewanee
Sewanee és una concentració de població designada pel cens dels Estats Units a l'estat de Tennessee. Segons el cens del 2000 tenia 2.361 habitants.

## Demografia
Segons el cens del 2000, Sewanee tenia 2.361 habitants, 494 habitatges, i 302 famílies. La densitat de població era de 196,9 habitants/km².
Dels 494 habitatges en un 24,9% hi vivien nens de menys de 18 anys, en un 52,8% hi vivien parelles casades, en un 7,3% dones solteres, i en un 38,7% no eren unitats familiars. En el 34,6% dels habitatges hi vivien persones soles el 13,8% de les quals corresponia a persones de 65 anys o més que vivien soles. El nombre mitjà de persones vivint en cada habitatge era de 2,15 i el nombre mitjà de persones que vivien en cada família era de 2,76.
Per edats la població es repartia de la següent manera: un 9,5% tenia menys de 18 anys, un 56,9% entre 18 i 24, un 11,3% entre 25 i 44, un 12,1% de 45 a 60 i un 10,2% 65 anys o més.
L'edat mediana era de 21 anys. Per cada 100 dones de 18 o més anys hi havia 84,5 homes.
La renda mediana per habitatge era de 55.625 $ i la renda mediana per família de 75.681 $. Els homes tenien una renda mediana de 51.125 $ mentre que les dones 41.518 $. La renda per capita de la població era de 16.484 $. Entorn del 3,3% de les famílies i el 7,6% de la població estaven per davall del llindar de pobresa.

## Poblacions més properes
El següent diagrama mostra les poblacions més properes.